# Aksis kalamiański
Aksis kalamiański, jeleń kalamiański, jeleń filipiński (Axis calamianensis) – gatunek ssaka parzystokopytnego z rodziny jeleniowatych (Cervidae). Średniej wielkości, samce noszą poroże o trzech odnogach po każdej stronie. Tworzy niewielkie grupy, samica po ciąży rodzi jedno młode. Żyje na terenach trawiastych i w lasach wtórnych filipińskich wysp Calamian. Ma niewielki zasięg występowania. Zagraża mu wyginięcie, a ochrona jest nieskuteczna. Podlega polowaniom.

## Genetyka
Diploidalna liczba chromosomów wynosi 2n = 68. Występują 2 pary metacentryczne, 10 submetacentrycznych, 13 akrocentrycznych i 8 telocentrycznych.

## Budowa
Jest to średniej wielkości jeleniowaty. Długość głowy i tułowia aksisa kalamiańskiego wynosi średnio 130 cm, do czego dochodzi mierzący 20 cm ogon. Wysokość w kłębie zawiera się między 60 a 75 cm. Masa ciała wynosi od 35 do 50 kg (nowsze źródła podają 23–40 kg). Wielkości te są podobne bądź nieco mniejsze niż u aksisa bengalskiego, a istotnie mniejsze od czytala. Samce noszą poroże, dzielące się po każdej stronie na trzy. Osiąga ono długość od 20 do 30 cm. Autorzy opisują długie kończyny i bujny ogon aksisa kalamiańskiego. Zabarwienie ciała jest opalonobrązowe z ciemniejszymi kończynami. Na pysku widać biel.
Kręgosłup obejmuje 7 kręgów szyjnych, w tym niewielki atlas o małych skrzydłach i niewielkim wyrostku ogonowym, obrotnik o klinowatym wyrostku kolczystym, C6 o brzusznie płatowatych wyrostkach poprzecznych i C7 o najdłuższym wyrostku kolczystym, 13 kręgów piersiowych o krótkich trzonach i cienkich wyrostkach kolczystych, 6 lędźwiowych, trójkątnych i pozrastanych ze sobą, ale nie do końca z kolejnym kręgiem S1, 5 krzyżowych i 4 ogonowe.

## Systematyka

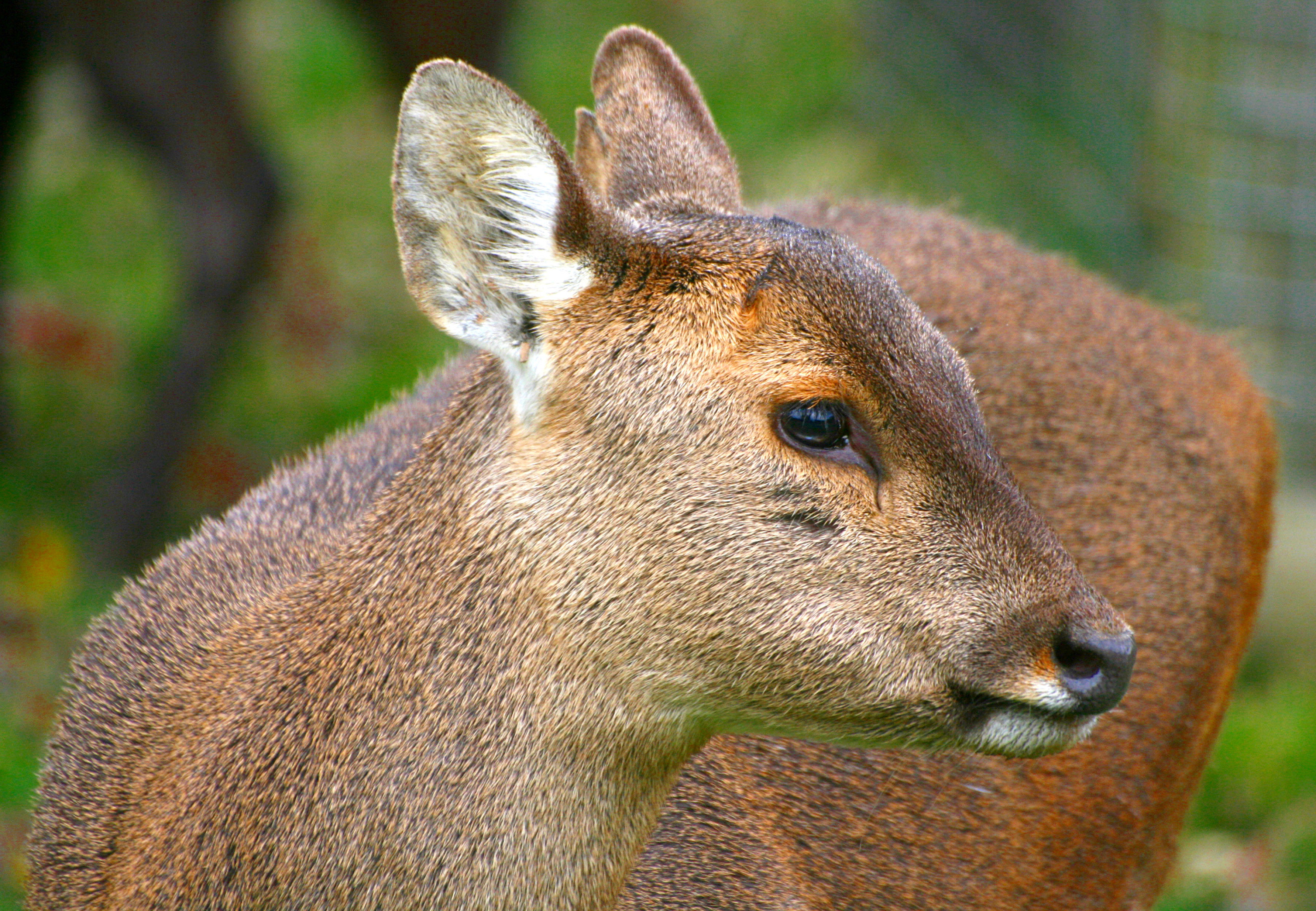
Zbliżenie głowy

Aksis kalamiański opisany został w 1888 przez Heudego pod nazwą Hyelaphus calamianensis, choć wedle niektórych źródeł pod nazwą Cervus calamianensis. Jako miejsce typowe podano wyspy Calamian.
Zwierzę należy do rodziny jeleniowatych, obejmującej obecnie 53 gatunki w 18 rodzajach. Dzieli się ją na dwie podrodziny. Pierwsza z nich to Cervinae, czyli jelenie, obok Capreolinae, czyli saren. Podrodzinę jeleni dzieli się dalej na dwa plemiona: Muntiacini i Cervini. To ostatnie obejmuje 6 rodzajów ssaków: aksis, daniel, jeleń, sambar, barasinga, milu. Pierwszy opis zaliczał ten gatunek do rodzaju Hyelaphus, obecnie zwykle synonimizowanego z rodzajem Axis, czyli aksis. Niekiedy zaliczano gatunek do rodzaju Cervus, czyli jeleń. Jakiś czas nie uznawano aksisa kalamiańskiego za osobny gatunek, ale za podgatunek aksisa bengalskiego, innego gatunku z rodzaju aksis, podobnie jak w przypadku innego gatunku aksisa, aksisa baweańskiego. Prócz wyżej wymienionych rodzaj obejmuje jeszcze jeden gatunek, aksis czytal. Część autorów nadal umieszcza gatunek w rodzaju Hyelaphus, wraz z aksisem bengalskim i baweańskim.

## Tryb życia
Aksis kalamiański aktywność zachowuje dniem oraz zmierzchem. Żyje w niewielkich grupach liczących zwykle od 7 do 14 zwierząt, rzadziej do 27. Liczebność grupy maleje wraz z polowaniami.
Dojrzałość płciową osiąga samica w wieku między 8 a 15 miesięcy, a więc może to być później niż u aksisa bengalskiego czy czytala, bądź w wieku 8–12 miesięcy. Po współżyciu z samcem zachodzi w ciążę trwającą wedle Handbook of the Mammals of the World od 222 do 226 dni, nieco krócej niż u aksisa bengalskiego i czytala. IUCN podaje 180 dni. Po tym czasie wydaje na świat pojedyncze młode, jak to zwykle ma miejsce u jeleniowatych. Cielę waży od 1 do 1,6 kg. Po godzinie od porodu potrafi ono ssać mleko matki. Żywi się nim od 4 miesięcy do pół roku. W niewoli odstęp między porodami wynosi 266 dni. Długość życia wynosi od 12 do 20 lat.

## Rozmieszczenie geograficzne
W odróżnieniu od zamieszkującego rozległe tereny w Indiach czytala aksis kalamiański ma ograniczony zasięg, będąc endemitem filipińskim. Obecny jest jedynie na wyspach Calamian, jak Busuanga, Calauit, Culion, Dimaquaiat i Marily. IUCN wymienia 4 większe wyspy, wspomina jeszcze o dziewięciu mniejszych wyspach, gdzie aksis kalamiański występował niegdyś (Bacbac, Capari, Panlaitan, Galoc, Apo, Alava, Dicabaito), ale pozostał jedynie na dwóch, Marily i Dimaquiat. Niemniej jest to zasięg większy niż u aksisa baweańskiego z pojedynczej wyspy. Całkowity zasięg występowania szacuje się na 2591 km². Szczątki zwierzęcia znaleziono w palawańskiej jaskini Pilunduk, podobnie jak sambara.

## Ekologia
Aksis kalamiański zasiedla tereny trawiaste, porosłe drzewami i wtórne lasy. Jego głównym pokarmem jest nisko rosnąca roślinność trawiasta i zielna, nie gardzi on jednak liśćmi i gałązkami. Należy do fauny palawańskiej.

## Zagrożenia i ochrona

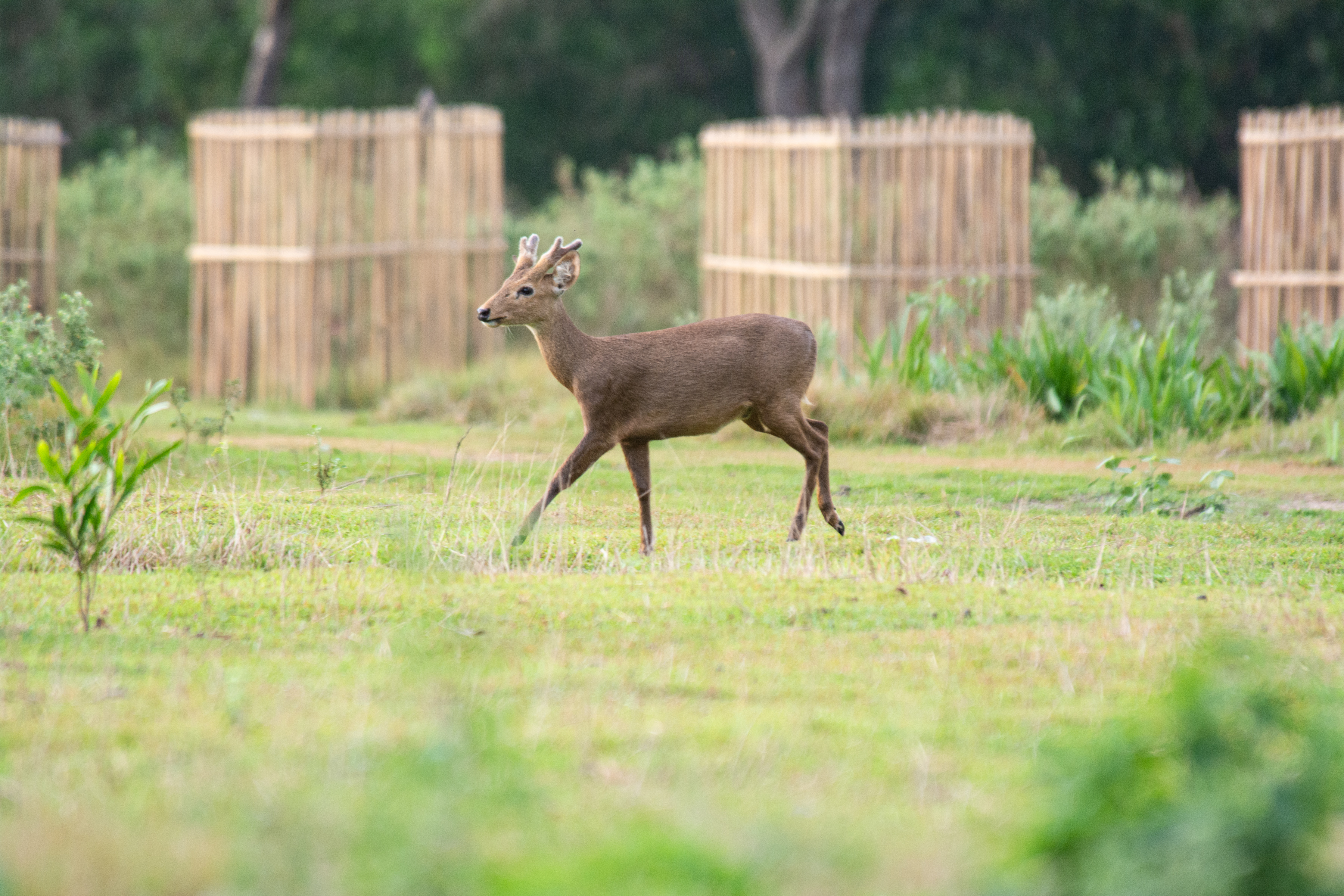
Aksis kalamiański podlega polowaniom

Na obszarze występowania aksisów kalamiańskich jedynym zagrożeniem jest człowiek. Na wyspach Calamian nie ma drapieżników, które mogłyby być naturalnym wrogiem jeleni. Do lat 70. XX w. jelenie kalamiańskie licznie występowały zwłaszcza na wyspach Busuanga i Culion. Później ich populacja zaczęła zmniejszać się gwałtownie z powodu przełowienia. Tendencja ta nadal się utrzymuje. Ludzie nie tylko polują na aksisy kalamiańskie, ale też zabierają im siedliska poprzez rozwój rolnictwa i osadnictwo, w tym ofiar tajfunu Haiyan. Szczyt polowań nastąpił w środku lat 70. XX wieku, w kolejnych dwu dekadach polowania spadły, nie licząc wyspy Calauit, gdzie ponownie osiedlono ludzi pod auspicjami ruchu „Balik Calauit Movement”. Większość polowań spełnia funkcję rekreacyjną, choć aksisy trafiają również na lokalne targi dziczyzny. Miejscowi ludzie wykorzystują skóry do produkcji bębnów, poroży zaś używają w celach dekoracyjnych. Co więcej, na Calauit introdukowano szereg afrykańskich gatunków kopytnych (wołowate, żyrafa), które jednak nie wydają się istotnymi konkurentami aksisa kalamiańskiego. W 2021 oszacowano liczebność gatunku na tej wyspie na 348 zwierząt.
Gatunek jest objęty konwencją waszyngtońską CITES (załącznik I). Lokalnie nie chroni się go jednak należycie. Występuje on w Calauit Island Game Preserve and Wildlife Sanctuary, liczącym 37,4 km². Jego utworzenie w 1976 wiązało się z wysiedleniami miejscowej ludności, z której część nielegalnie wróciła na rzekomo chroniony teren.
W Czerwonej księdze gatunków zagrożonych Międzynarodowej Unii Ochrony Przyrody i Jej Zasobów został zaliczony do kategorii EN (endangered – zagrożony wyginięciem). Organizacja pierwszy raz wypowiedziała się o aksisie kalamiańskim w 1986, uznając go za gatunek narażony na wyginięcie. Ocenę podtrzymała po dwu i czterech latach. W 1994 uznany został za gatunek zagrożony wyginięciem, podobnie w 1996 i 2008, co podtrzymano w 2015.